# Torresitrachia stipata
Torresitrachia stipata är en snäckart som beskrevs av Tom Iredale 1938. Torresitrachia stipata ingår i släktet Torresitrachia och familjen Camaenidae. Inga underarter finns listade i Catalogue of Life.